# Союз комитетов солдатских матерей России
Союз комитетов солдатских матерей России (СКСМ) — российская правозащитная организация, созданная в 1998 году. Объединяет более 200 организаций солдатских матерей. Занимается просветительской деятельностью в сфере защиты прав призывников, военнослужащих и их родителей, помощью семьям военнослужащих срочной службы, пострадавших в результате несения военной службы, попавших в зоны ведения военных действий и т. н. «горячие точки на территории бывшего СССР».

## История
Союз комитетов солдатских матерей России с его региональными отделениями создан в 1998 году как альтернатива организации Комитет солдатских матерей России (КСМ).
Союз КСМР зарегистрирован 11 июня 1998 г. Министерством юстиции РФ. Ответственный секретарь — Валентина Мельникова.

## Финансирование
В 2013 г. «Союз комитетов солдатских матерей России» получил 1,2 млн рублей из федерального фонда поддержки НКО России (общий размер годового бюджета на поддержку НКО — 2,32 млрд рублей.).

## Статус «иностранного агента»
За получение иностранного финансирования и участие в политической деятельности некоторые региональные правозащитные организации, работающие в сфере военно-гражданских отношений, но не имеющие отношения к ООО «Комитет солдатских матерей России», признаны судами некоммерческими организациями, выполняющими функции «иностранного агента».
Пример: 29 августа 2014 министерство юстиции России внесло НКО «Солдатские матери Санкт-Петербурга» в список организаций, «выполняющих функции иностранного агента».
Председатель организации «Солдатские матери Санкт-Петербурга» Элла Полякова, заявила, что организация на момент внесения НКО в соответствующий реестр не финансировалась из-за рубежа, а решение Минюста «противоречит логике развития общества». При этом юрист организации Александр Горбачев отметил, что регулярное иностранное финансирование НКО было вплоть до весны 2014 года, однако организация отказалась от него в связи с получением в июле 2014 года средств государственной поддержки, выделенных в качестве гранта в соответствии с распоряжением Президента Российской Федерации от 17.01.2014 № 11-рп и на основании конкурса, проведенного Общероссийским Общественным Движением «Гражданское Достоинство».
23 октября 2015 года «Солдатские матери Санкт-Петербурга» были исключены из реестра НКО, выполняющих функции «иностранного агента» по распоряжению Министерства юстиции Российской Федерации.

## Комментарии
1. ↑  Тем же решением Минюста в список иностранных агентов была внесена НКО «Институт развития свободы информации»